# Preußische EV 5 (2. Besetzung)
Die Preußische EV 5II  war eine von den Preußischen Staatseisenbahnen 1923 beschaffte Elektrolokomotive für den Einsatz bei der Altonaer Hafenbahn. Sie sollte ein Ersatz sein für die bereits 1913 auf dieser Hafenbahn eingesetzte und schon 1916 wieder ausgemusterte Preußische EV 3/4.
Die Bezeichnung EV 5 wurde mit dieser Lokomotive ein zweites Mal verwendet, schon eine Berliner Versuchslok aus dem Jahr 1912 trug diese Bezeichnung. Die EV 5 in erster Besetzung war  im Jahr 1923 – bei Inbetriebnahme dieser Lok – bereits wieder ausgemustert.

## Konstruktion
Die EV 5II  Altona hatte einen mittig angeordneten Brückenrahmen aus Profilstahl mit einem aufgesetzten stahlblechverkleideten Maschinenraumkasten. Der Brückenrahmen ruhte an seinen Enden auf zwei Drehgestellen mit je zwei Radsätzen. Diese Drehgestelle schlossen an den äußeren Enden nicht mit dem Rahmen und dem gleich langen Maschinenraumgehäuse ab, sondern ragten darunter vor. Auf dem vorstehenden Bereich der Drehgestelle waren jeweils schräg nach vorn abfallende, halbhohe Blechgehäuse für  Ausrüstungsteile aufgebaut. Der Eindruck von fest angebauten Vorbauten täuschte hier, diese bewegten sich vielmehr in den Gleisbögen mit den Drehgestellen um deren Drehzapfen. Diese Bauweise war besonders bedeutsam wegen der engen Kurvenführung im sogenannten „Schellfischtunnel“ der Hafenbahn zwischen den Kaianlagen und dem 30 Meter höher gelegenen Bahnhof Altona.
Auf dem Dach befanden sich neben dem Hauptschalter zwei Scherenstromabnehmer mit je zwei Schleifbügeln. Die einzeln angetriebenen Radsätze hatten einen  Tatzlagerantrieb.

## Elektrischer Antrieb
Die ungewöhnliche Fahrleitungsspannung von 6,3 kV und der Frequenz von 25 Hz wurde von der Altonaer Hafenbahn als Folge der Übernahme von Fahrzeugen und Ausrüstungen aus dem Versuchsbetrieb mit diesem Stromsystem in den Jahren 1903 bis 1905 auf der Zweigbahn Schöneweide–Spindlersfeld und der Stromversorgung der Hamburg-Altonaer Stadt- und Vorortbahn mit demselben System verwendet. Die speziell für die Altonaer Hafenbahn gebaute EV 5II  Altona  musste daher ebenfalls für diese Spannung ausgelegt werden.
Jeder der vier Radsätze wurde jeweils von zwei Wechselstrom-Reihenschlussmotoren in einem gemeinsamen Gehäuse angetrieben. Der fremdbelüftete und ölgekühlte Haupttransformator lieferte die herabgesetzte Spannung für die Motoren.
Die Steuerung der Motorleistung erfolgte über ein neunstufiges, elektromagnetisch geschaltetes
Schützenschaltwerk.

## Geschichte
Die EV 5II  Altona wurde 1919 von der preußischen Verwaltung der Altonaer Hafenbahn bestellt und 1923 an diese abgeliefert.
Die EV 5II  Altona  zeigte sich zwar nicht als die nominell stärkste, wohl aber zuverlässigste Zugmaschine der Altonaer Hafenbahn, wozu die „reichlich dimensionierte elektrische Ausrüstung“ trotz der oft grenzlastigen Beanspruchung erheblich beitrug.
Im Rahmen der Umbezeichnung der bisherigen Länderbahnlokomotiven mit Reichsbahn-Baureihennummern wurde die Lok im August 1926  in die DR-Baureihe E 732 eingeordnet und mit der individuellen Kennzeichnung „E 73 05“ versehen.
Sie war während ihres gesamten Einsatzes von 1923 bis 1954 dem Bahnbetriebswerk Ohlsdorf zugeteilt. 1954 erfolgte die Stilllegung aufgrund der Aufgabe des elektrischen Betriebes im Zusammenhang mit der Umstellung der S-Bahn Hamburg auf Gleichstrombetrieb, mit der die bisher von dort bezogene Stromversorgung mit 6,3 kV Wechselstrom entfiel.
Die E 73 05 wurde 1955 von einem Schrotthändler aus München erworben, war aber 1959 noch im AW Freimann vorhanden. Der weitere Verbleib ist nicht bekannt.